# Mardeuil
 Mardeuil  es una población y comuna francesa, en la región de Champaña-Ardenas, departamento de Marne, en el distrito de Épernay y cantón de Épernay-2.

## Demografía
| 1085 | 1084 | 1335 | 1512 | 1671 | 1520 |
| Para los censos de 1962 a 1999 la población legal corresponde a la población sin duplicidades (Fuente: INSEE [Consultar]) |      |      |      |      |      |